# Genista salzmannii
Genista salzmannii är en ärtväxtart som beskrevs av Dc. Genista salzmannii ingår i släktet ginster, och familjen ärtväxter. Inga underarter finns listade i Catalogue of Life.

## Bildgalleri

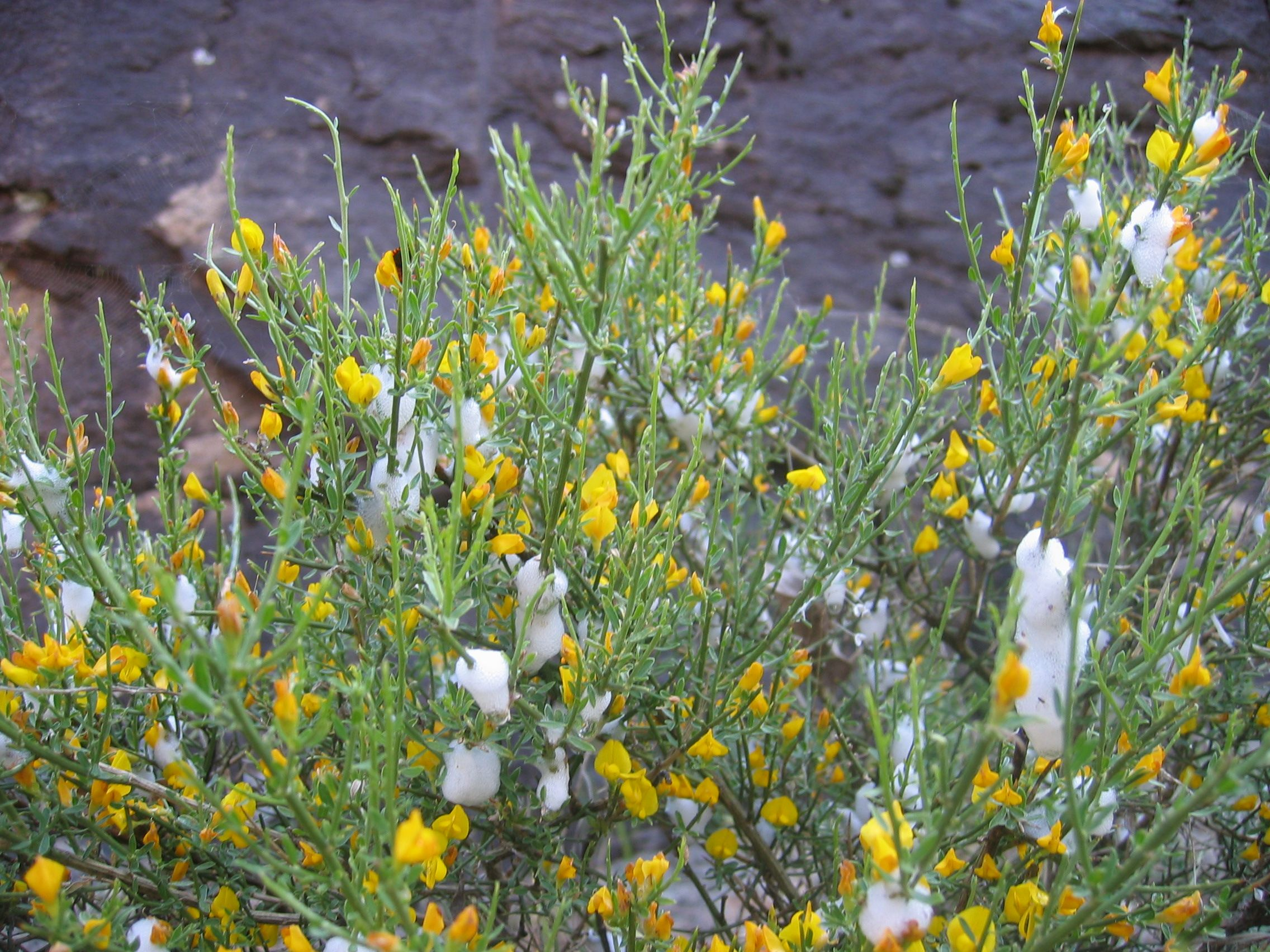
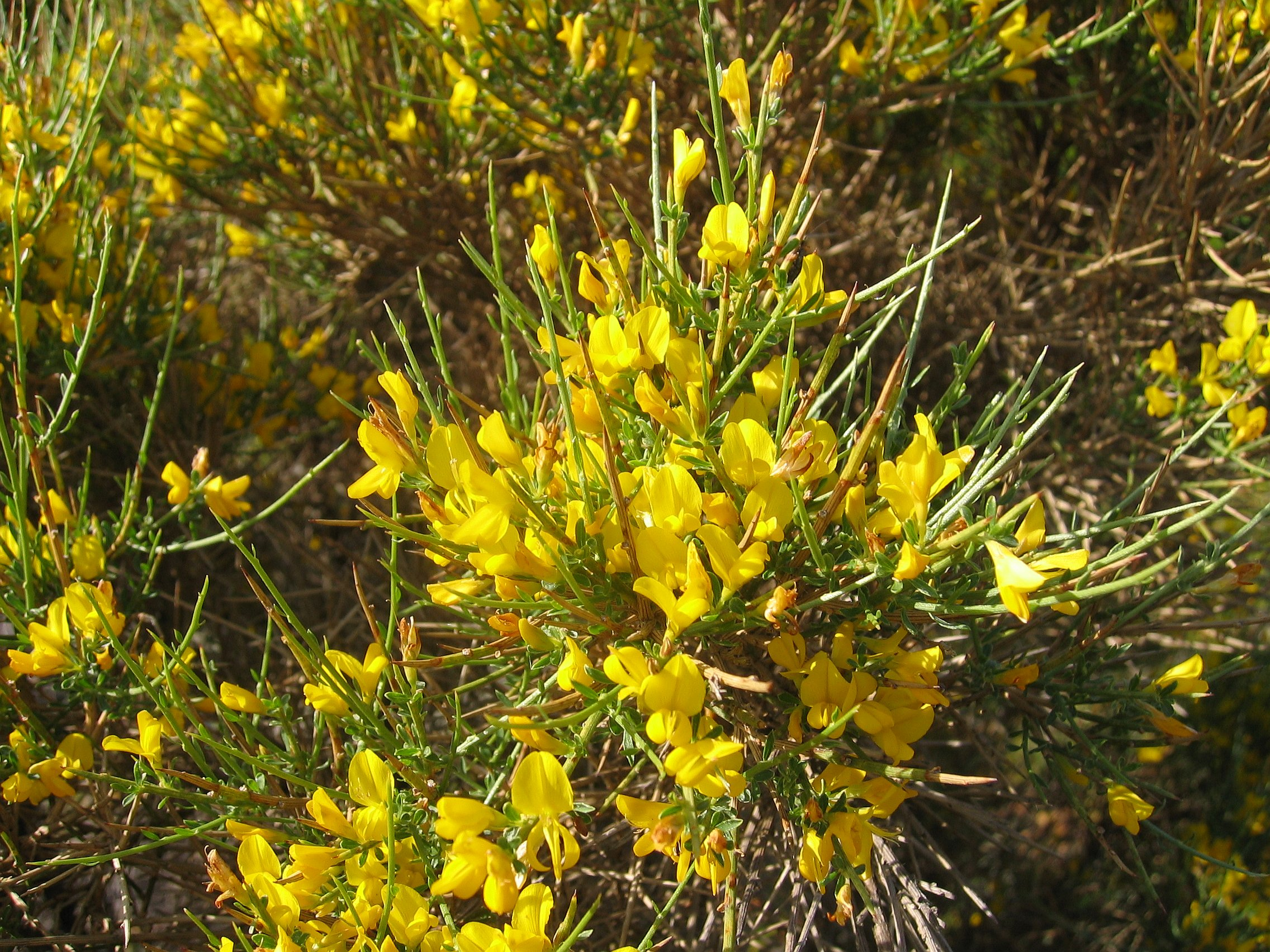